# Bătălia din Strâmtoarea Tsushima
Bătălia din strâmtoarea Tsushima (în limba japoneză:対馬海戦, tsushima-kaisen, (în limba rusă:Цусимское сражение, Tsusimskoye srazheniye) a fost principala bătălie navală care a avut loc între Rusia și Japonia  în Războiul Ruso-Japonez
Această bătălie a fost singura bătălie navală decisivă din Istoria marinei în care au luptat între ele cuirasate moderne cu corp de oțel.
 prima bătălie navală în care telegraful a jucat un rol extrem de important și a fost caracterizat ca "ecoul pe moarte al erei vechi - pentru ultima dată în istoria navală de război navele de linie ale unei flote învinse s-au predat în larg".
Lupta a fost purtată în zilele 27-28 mai 1905 (14-15 mai, în Calendarul Iulian, în uz pe atunci în Rusia), ca poziție în strâmtoarea Tsushima, între Coreea de Sud și Japonia. În această luptă Flota japoneză sub comanda amiralului Heihachirō Tōgō a distrus două treimi a flotei ruse, aflată sub comanda amiralului Zinovi Rojestvenski, care a efectuat o călătorie de peste 18.000 de mile marine (33.000 km) din Marea Baltică, pentru a ajunge în Orientul Îndepărtat. La Londra în 1906, Sir George Sydenham Clarke scria: „Bătălia de la Tsushima este de departe cel mai mare și mai important eveniment naval de la Bătălia de la Trafalgar încoace."  Decenii mai târziu, istoricul Edmund Morris a susținut că aceasta a rămas cea mai mare bătălie navală de la Trafalgar .
Înainte de Războiul ruso-japonez, țările au construit cuirasate cu tunuri de diferite calibre, în principal de 152 mm (6 țoli), 203 mm (8 țoli), 254 mm (10 țoli) și 305 mm (12 țoli), cu intenția ca aceste cuirasate să lupte cu alte nave în acțiuni decisive ale flotei. Bătălia de la Tsushima a demonstrat că viteza cuirasatelor și armele de mare calibru  cu bătaie mai lungă sunt mult mai avantajoase în bătăliile navale decât un amestec de tunuri de diferite calibre.
Telegrafia a fost inventată în ultima jumătate a anilor 1890 și la sfârșitul secolului toate forțele navale majore au adoptat acest mijloc de comunicare mult îmbunătățit. Deși Aleksandr Popov de la Institutul de Lupte Navale a construit și a prezentat un telegraf în 1900, Marina Imperială Rusă a adoptat inițial echipamentele fabricate de firma Telefunken din Germania. În Japonia, profesorul Shunkichi Kimura a primit sarcina de la Marina Imperială Japoneză să își dezvolte propriul sistem de comunicații fără fir, iar acest sistem a fost montat pe multe dintre navele de război japoneze înainte de 1904. Deși ambele părți au avut telegrafie fără fir devreme, rușii au folosit echipamente germane și au avut dificultăți în utilizarea și întreținerea lor, în timp ce japonezii au avut avantajul de a folosi propriul echipament. Este recunoscut astăzi că această luptă a fost începutul aplicării contramăsurilor electronice în conflictele militare.

## Contextul politic
În Orientul Îndepărtat a izbucnit un război, care în Europa nu a trezit interes deosebit. Japonia a intrat în conflict cu China, care de multă vreme era închisă în sine. Motivul conflictului a fost peninsula Coreeană, ocupată de Hideoshi Toyotomi încă în 1500. De-a lungul secolelor în peninsula Coreeană Japonia exercita influență politică aproape totală, pe care pentru propria sa siguranță o considera ca fiind de importanță strategică. Elita Coreeană se opunea din ce în ce mai mult acestei stări de fapt, căutând sprijinul Chinei. Astfel a început o rivalizare între China și Japonia, care s-a încheiat în 1885 cu un tratat, care impunea ambelor părți să-și retragă forțele militare din peninsulă. În 1894 însă, datorită revoltei unei secte religioase, atât China cât și Japonia au trimis trupe în Coreea și în curând a izbucnit războiul.
Atenția Europei a fost atrasă de un incident, când un crucișător japonez a oprit nava britanică Kowching cerându-i să se predea. La refuzul căpitanului englez de a se preda, căpitanul japonez a scufundat nava fără a sta prea mult pe gânduri. Știrea a ajuns în curând în ziarele europene, producând indignare generală. Ziarele publicau și numele căpitanului navei japoneze. Acesta era Tōgō Heihachirō. Europa nici nu și-a revenit din surprindere când armata micii țări insulare a învins cu ușurință China, au intrat în Manciuria, pe mare amiralul Ito a învins flota chineză, iar la fluviul Yalu trupele japoneze au ocupat Port Arthur și portul chinezesc Veihai. În aprilie 1895 China a cerut pace, și-a retras trupele din Coreea, a renunțat la insula Taiwan, partea de sud a Manciuriei și a plătit recompense Japoniei. 
Pe lângă China învinsă, în regiune mai era o altă putere cu ambiții imperiale, Rusia. Port Arthur în această perioadă era un port retrocedat de marile puteri Chinei, dar luat în chirie și folosit de Rusia.
Între Japonia și Rusia războiul a izbucnit în 1904, pentru că au apărut mai multe diferende teritoriale între cele două imperii. Unul dintre cele mai mari a apărut în legătură cu Port Arthur. Acest port de importanță strategică era principalul scop al japonezilor. Cu toate că rușii puteau să mobilizeze mai mulți militari, din cauza tacticilor și strategiilor învechite și ale armelor de proastă calitate ale rușilor, japonezii repurtau victorie după victorie. Forțele militare rusești la sfârșitul războiului au pierdut din putere, iar după ce au pierdut Bătălia de la Mukden, forțele terestre rusești s-au prăbușit. Rușii după ce și-au pierdut flota din Oceanul Pacific, au ordonat flotei din Marea Baltică să navigheze până în Oceanul Pacific. Flota rusă din Marea Baltică ajungând obosită, înfometată, înfruntând probleme de logistică după ce a înconjurat jumătate din Glob trebuia să înfrunte flota japoneză proaspătă, bine echipată, folosind tactici și strategii moderne.

## Contextul militar

### Conflictul din Orientul Îndepărtat
La data de 8 februarie 1904, distrugători ale Marinei Imperiale Japoneze, au lansat un atac surpriză asupra flotei ruse din Extremul Orient, ancorată în Port Arthur, în atac au fost avariate 3 nave: 2 cuirasate și 1 crucișător. 
Astfel a început războiul ruso-japonez. 
Primul obiectiv al Japoniei a fost de a asigura liniile sale de comunicare și de aprovizionare către continentul asiatic, care să îi permită să poarte un război pe uscat în Manciuria. Pentru a realiza acest deziderat, se impunea să neutralizeze puterea navală rusă în Orientul Îndepărtat. La început, forțele navale ruse au rămas inactive și nu s-au angajat în luptă cu forțele navale japoneze, ceea ce, fără nicio opoziție, a permis debarcările japoneze în Coreea. Cu toate acestea, rușii au fost revitalizați de sosirea amiralului Stepan Makarov și au fost capabili să realizeze un anumit succes împotriva japonezilor. Nava amiral al amiralului Makarov, Petropavlovsk printr-un nefericit accident a lovit o mină marină. În urma exploziei și-a pierdut viața amiralul Makarov, pictorul Vassili Vereșciaghin, 32 ofițeri și 600 de marinari. Succesorii săi nu au reușit să înfrunte marina japoneză și rușii au fost efectiv prinși în baza lor de la Port Arthur.
Până în mai, japonezii au debarcat forțele pe Peninsula Liaodong și în luna august au început asediul bazei navale. La 9 august, țarul Nicolae al II-lea îi ordonă amiralului Wilgelm Vitgeft comandantul Primei Escadrile Navale din Pacific să disloce flota sa la Vladivostok , să ia legătura cu escadrila staționată acolo, iar apoi să atace decisiv Marina Imperială Japoneză. Totuși, ambele escadrile ale flotei ruse din Pacific au fost în cele din urmă dispersați în timpul luptelor din Marea Galbenă, la 10 august în Bătălia de la Ulsan la 14 august 1904. Ce a rămas din puterea navală rusă va fi în cele din urmă scufundată în Port Arthur.

### A Doua Escadrilă Navală Rusească din Pacific

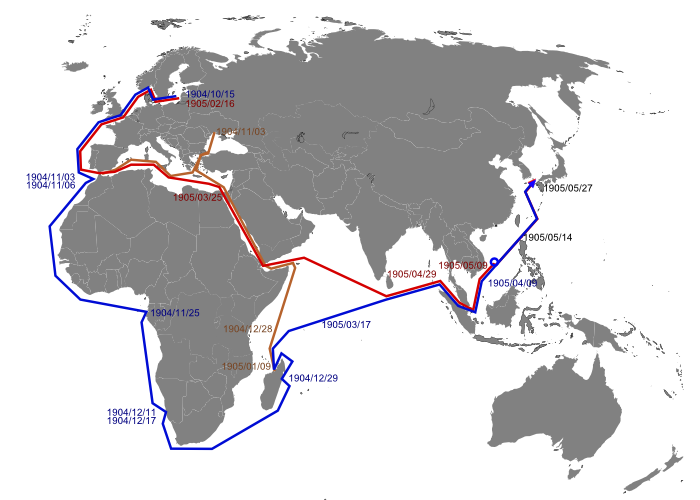
Lunga călătorie a Flotei Baltice Ruse la Tsushima

Cu inactivitatea de Escadrilei Navale Rusești nr. 2 din Pacific după moartea amiralului Makarov și strângerea încercuirii japoneze în jurul bazei navale ruse din Port Arthur, rușii au considerat necesară trimiterea Flotei Baltice Ruse în Orientul Îndepărtat. Planul era de a elibera Port Arthur dinspre mare, realizarea contactului cu Escadrila Navală Rusească nr. 2 din Pacific, învingerea Marinei Imperiale Japoneze și apoi întârzierea avansului japonez în Manciuria până sosirea întăririlor rusești prin intermediul căii ferate transsiberiene și învingerea forțelor terestre japoneze din Manciuria. Ca situația din Orientul Îndepărtat deteriorată, țarul (încurajat de către vărul său Kaiserul Wilhelm al II-lea) în cele din urmă a fost de acord cu formarea de celei de a doua escadrile navale rusești în Pacific. Aceasta ar fi fost compusă din cinci divizii ale flotei din Marea Baltică, inclusiv 11 din cele 13 cuirasate. Escadrila a plecat la 15 octombrie 1904, sub comanda amiralului Zinovi Rojestvenschi.
A Doua Escadra Navală Rusească din Pacific a navigat prin Marea Nordului. Întrucât au fost zvonuri că niște torpiloare japoneze se află în Marea Nordului, mai multe nave rusești au deschis focul asupra unor pescadoare britanice, scufundând unul și avariind șase pescadoare, incidentul numindu-se Incidentul de la Dogger Bank (21-22 octombrie), ca urmare Royal Navy a început să urmărească flota rusă până când problema nu s-a rezolvat pe cale diplomatică. Franța a depus mari eforturi diplomatice să aplaneze conflictul dintre Marea Britanie și Rusia pe care îi considera viitori aliați alături de Franța împotriva Germaniei. Ca urmare a acestor eforturi Marea Britanie nu a declarat război Rusiei. Pe de altă parte Marea Britanie a interzis utilizarea Canalului Suez de către navele rusești, rușii au navigat în jurul Africii ajungând în mai 1905 în Indochina la Cam Ranh Bay. Voiajul a fost lung și greu solicitând echipajul atât fizic cât și moral. Rușii aveau inițial ordinul de a sparge blocada japoneză a bazei navale Port Arthur, dar orașul la 2 ianuarie era deja ocupat de japonezi, astfel încât obiectivul lor a devenit portul rus de Vladivostok.

### Strâmtoarea Tsushima

Coreea, strâmtoarea Tsushima Straits și insulele Tsushima

Rușii pentru a ajunge la Vladivostok ar fi putut să navigheze printr-una dintre cele trei strâmtori posibile: Strâmtoarea La Perouse, Strâmtoarea Tsugaru, și Strâmtoarea Tsushima. Amiralul Rojestvenski a ales strâmtoarea Tsushima prentru a simplifica traseul. Amiralul Togo, cu baza la Pusan, Coreea, de asemenea, credea că ar fi Tsushima va fi drumul preferat al rușilor. Strâmtoarea Tsushima se află lângă insulele Tsushima, situată la jumătatea distanței dintre insula japoneză Kyushu și Peninsula coreeană, fiind ruta cea mai scurtă și cea mai directă de la Indochina. Alte rute ar fi însemnat ca flota să navigheze în jurul părții estice a Japoniei. Flota Combinată Japoneză, precum și cea de a doua și a treia escadră navală rusă trimise din Europa urmau să se lupte în strâmtorile dintre Coreea și Japonia, in apropiere de insulelor Tsushima.

## Preludiul Bătăliei
Datorită lungului drum parcurs (18.000 mile) cu ocolirea Africii, flota rusă era în stare relativ proastă pentru a purta o bătălie. În afară de noile cuirasate rusești din clasa Borodino Divizia a 3-a a amiralului Nebogatov era compusă de nave de luptă depășite moral și prost întreținute. În general nicio parte nu avea un avantaj semnificativ de manevrabilitate. 
Cu toate acestea, călătoria lungă, combinat cu o lipsa posibilității pentru întreținerea navelor a însemnat că partea sub nivelul apei a navelor rusești era puternic încărcată de murdărie și vietăți marine, reducând semnificativ viteza lor. Navele japoneze puteau atinge o viteză de 15 noduri (28 km/h) pe când navele rusești doar 14noduri (26|km/h) iar chiar și atunci doar pe durate scurte.
Tōgō a putut șă utilizeze manevrabilitatea superioară a flotei sale în avantajul său, Manevra de barare a T-ului, de două ori. În plus, au existat deficiențe semnificative în materie de echipamente navale ruse flotei și în privința instruirii echipajelor. Testele navale rusești, cu propriile torpile au relevat deficiențe tehnologice majore  Cel mai mare avantaj al lui Tōgō a fost experiența, fiind unul din puținii amirali activi dintre toate forțele marine ale lumii cu experiență de luptă la bordul navelor de luptă. (altul a fost amiralul rus Oskar Victorovici Stark, care a fost demis în urma înfrângerii lui umilitoare în Bătălia de la Port Arthur și Wilgelm Vitgeft, care a fost ucis în Bătălia din Marea Galbenă.)

## Bătălia
Comandanții

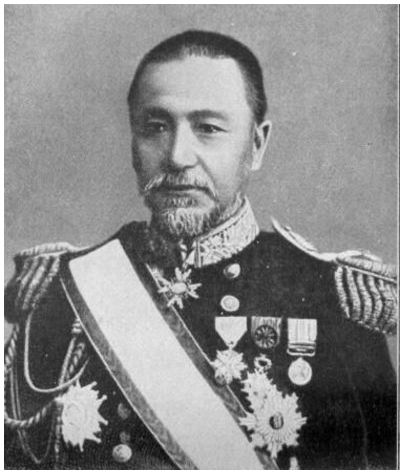
Amiralul Tōgō
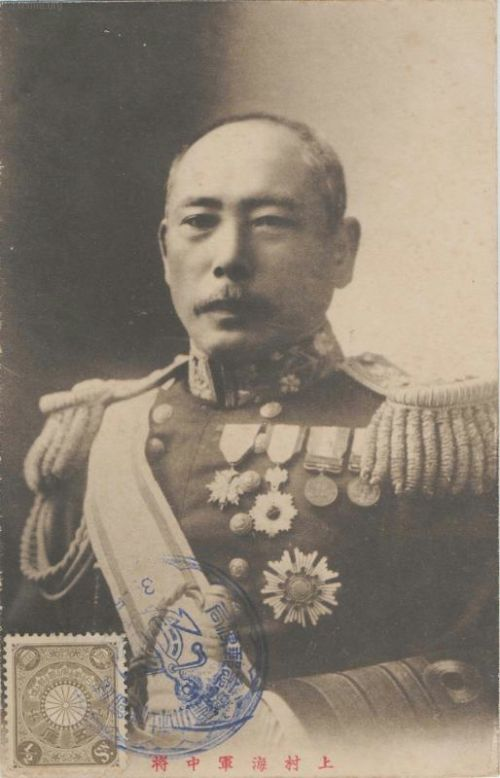
Amiralul Kamimura
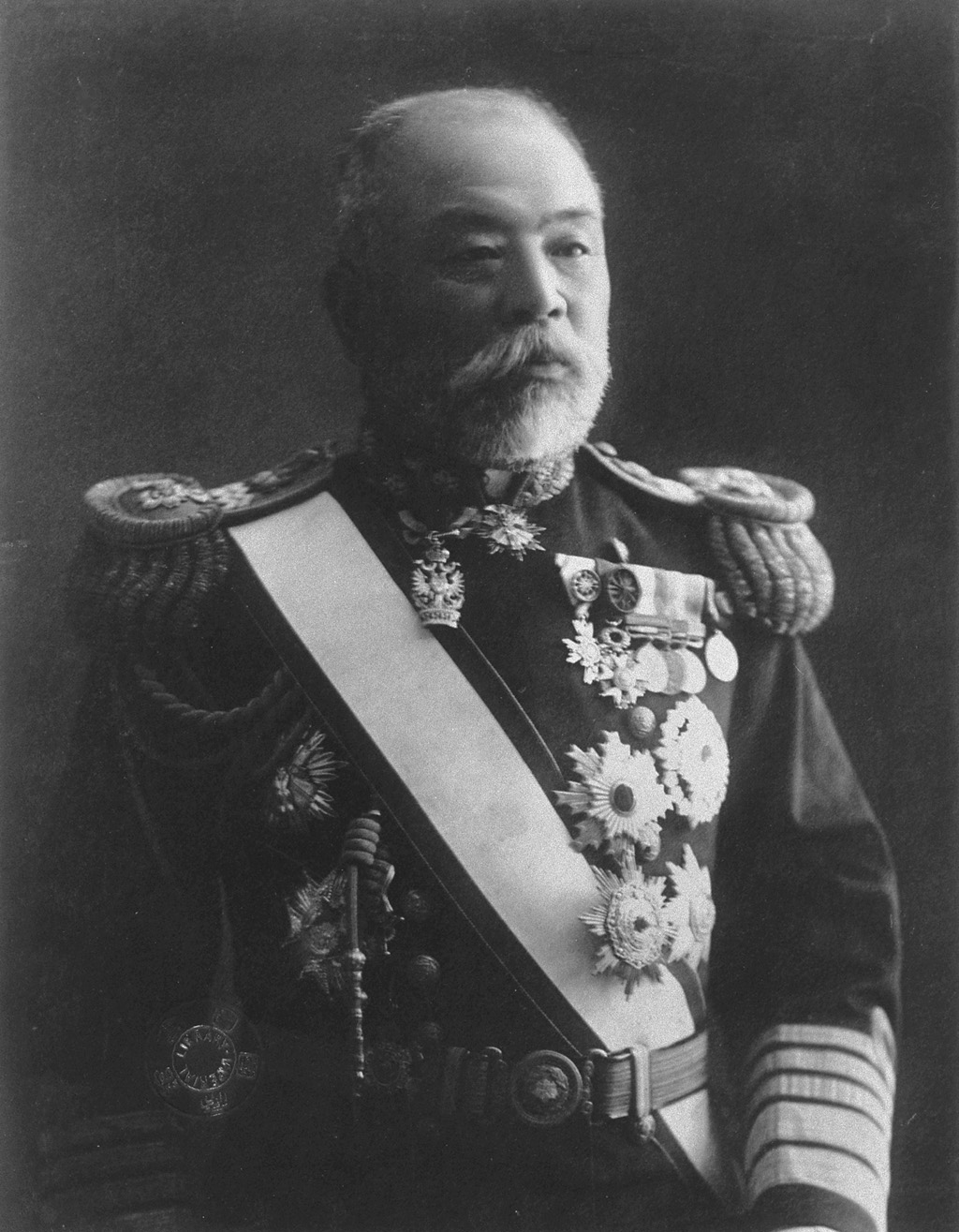
Viceamiralul Baron Dewa Shigetō
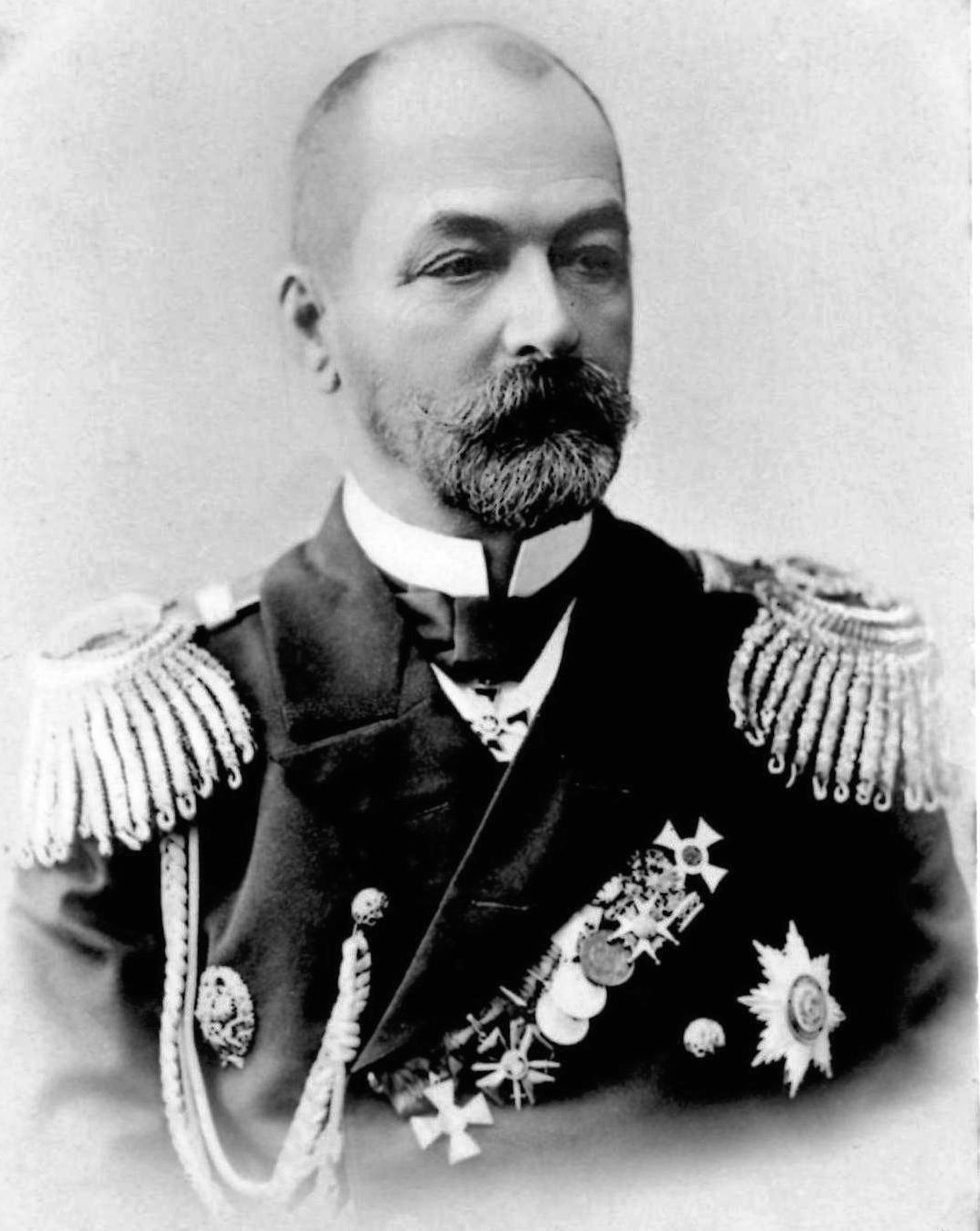
Amiralul Rojestvenski
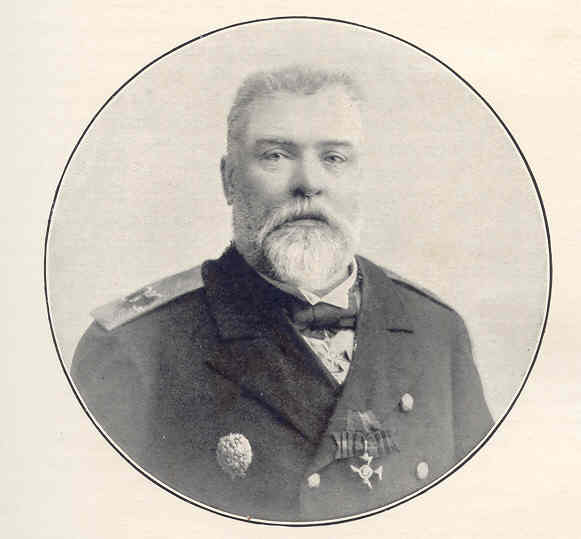
Amiralul Nebogatov

### Tactici navale

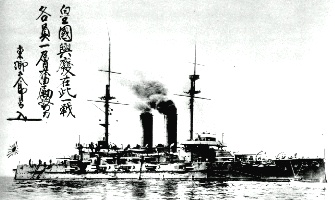
Cuirasatul Mikasa în 1905

Cuirasatele, crucișătoarele și alte nave au fost aranjate în divizii fiecare divizie fiind comandat de către un ofițer-amiral. La bătălia de la Tsushima, amiralul Tōgō a fost ofițerul care comanda nava Mikasa (celelalte divizii fiind comandate vice-amiralii, contraamirali, comandanți de convoi,  căpitani și comandanții diviziile de distrugătoare). 
După Mikasa veneau în linie cuirasatele Shikishima, Fuji și Asahi. În urma lor veneau două crucișătoare blindate.
Amiralul Tōgō, prin recunoaștere corect executată și alegerea bună a poziției sale „a asigurat dincolo de risc rezonabil, obiectivul său strategic de a aduce flota rusă în situația de a lupta, indiferent de viteză."  
Atunci când Tōgō a decis să execute un viraj în port, el a făcut acest lucru în scopul de a păstra linia de bătaie, adică păstrând Mikasa în fruntea navelor de luptă (care ar putea indica faptul că amiralul Tōgō a vrut ca unitățile sale cele mai puternice să intre primele în acțiune).
Întoarcerea în ordine a navelor însemna că fiecare navă se întoarce unul după celălalt în timp ce urmăresc nava din fața lor. Acest lucru însemna că efectiv fiecare navă se întoarce pe aceeași porțiune de mare (aceasta fiind o manevră periculoasă, deoarece oferă flotei inamicului posibilitatea și timpul de a ținti precis zona). Togo a ordonat navelor sale să se întoarcă „împreună", adică fiecare navă s-ar fi întors în același timp cu restul navelor inversându-și cursul. Această manevră ca și cea efectuată de flota franco-spaniolă în Bătălia de la Trafalgar urma să fie mai rapidă, perturbând ordinea de luptă, provocând confuzie și obligând adversarul la modificarea planurilor de luptă și nu în ultimul rând să plaseze crucișătoarele în frunte. Acest lucru a fost ceea ce Togo dorea să evite.

### Primul contact
Deoarece rușii și-au dorit să se strecoare nedetectați în Vladivostok, pe măsură ce se apropiau de apele japoneze, ieșeau în afara canalelor de transport maritime regulate pentru a reduce șansa de detectare. În noaptea de 26/27 mai, flota rusă s-a apropiat de strâmtoarea Tsushima.
În noaptea întunecată, și umedă o ceață groasă acoperit strâmtorile, oferind avantaj rușilor. Cu toate acestea, la 2:45 AM, japonezii de pe crucișătorul auxiliar Shinano Maru au observat trei lumini pe ceea ce părea a fi o navă, în orizontul îndepărtat, ei s-au apropiat pentru a investiga. Acestea au fost luminile de la bordul navei spital rus Oriol, care în conformitate cu normele de război, și-au lăsat luminile aprinse.
La ora 4:30 AM, Shinano Maru s-a apropiat de navă, constatând că nava are arme la bord și părea a fi navă auxiliară. Oriol a confundat Maru Shinano pentru o altă navă rusească și nu a încercat să anunțe flotei întâlnirea. În schimb, ea a semnalat să informeze nava japoneză că există și alte nave rusești în apropiere. Shinano Maru a observat apoi în ceață formele a zece alte nave rusești. Flota rusă a fost descoperită și orice șansă de a ajunge la nedetectați Vladivostok a fost compromisă.
Telegrafia fără fir a jucat un rol important de la început. La 04:55, căpitanul Narukawa de pe Shinano Maru a trimis un mesaj telegrafic amiralului Togo în Masampo că "Inamicul este în careul 203".  Până la 5 AM, semnalele telegrafice interceptate au informat rușii că au fost descoperiți și că crucișătoarele japoneze îi urmăresc. Amiralul Togo a primit mesajul său la 05:05 și imediat a început să pregătească flota sa pentru ieșire.

### Începutul luptei

Hartă cu cursul celor două flote în Strâmtoarea Tsushima-canalul estic al Strâmtorii Coreea

La 06:34, înainte de a pleca cu Flota combinată, amiralul Tōgō a transmis un mesaj de încredere  ministrului Marinei în Tokyo:

"Tocmai am primit vestea (prin telegraf), că flota inamică a fost reperată. Flota noastră se va deplasa imediat, va ataca și va distruge inamicul"

În același timp, întreaga flota japoneză era în larg, cu amiralul Tōgō la bordul navei amiral  Mikasa conducea peste patruzeci de nave pentru a intra în luptă cu rușii. Între timp, navele japoneze care urmăreau flota rusească trimiteau rapoarte prin telegraf la fiecare câteva minute despre compunerea și cursul flotei ruse. Încă era ceață care a redus vizibilitatea și vremea era proastă. Comunicațiile telegrafice au asigurat japonezilor avantaj, în raportul său privind lupta, amiralul Tōgō nota următoarele:

"Deși este o ceață grea a acoperit marea, reducând complet vizibilitatea la o distanță de peste cinci mile, [prin telegrafie] toate informațiile despre inamic ne erau clare, care erau la o distanță de 30-40 de mile depărtare de noi, ca și cum ar fi fost sub ochii noștri."

În jurul orei unu și 40 seara, ambele flote s-au văzut reciproc și s-au pregătit de luptă. De asemenea, la ora 1:55, amiralul Togo a ordonat ridicarea pavilionului Z:

"Soarta Imperiului depinde de rezultatul acestei lupte, fiecare om să-și facă datoria lui cât se poate de bine."

La 2:45 p.m., Tōgō a trecut în "T" în fața forțelor rusești , care îi permitea să tragă cu tot armamentul aflat la bord, în timp ce rușii puteau răspunde doar cu tunurile care erau montate în turelele din față.

### Bătălia din timpul zilei

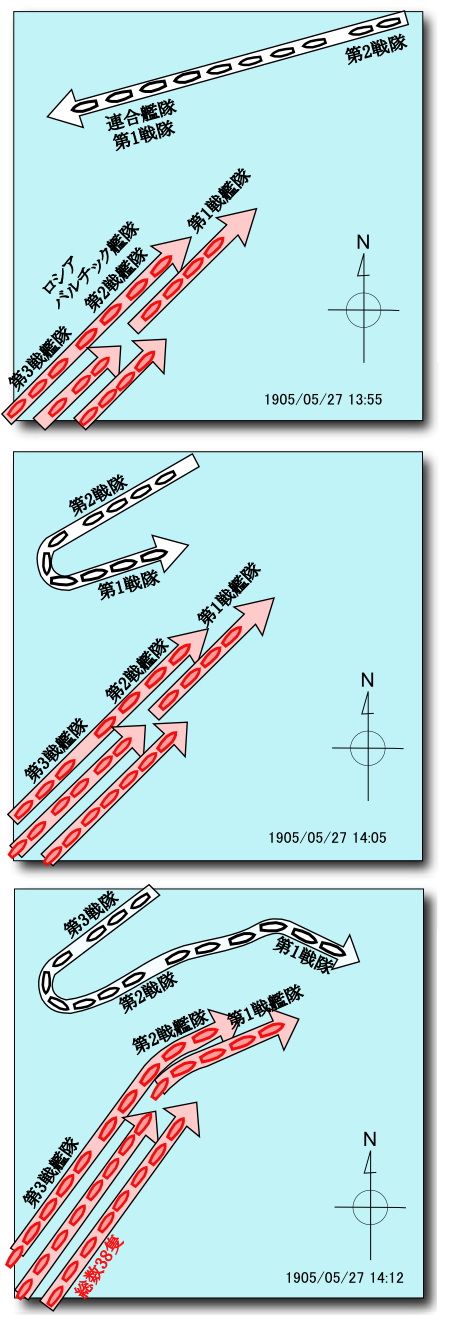
Trecerea T-ului: Japonezii (cu culoare albă) și rușii (cu culoare roșie)

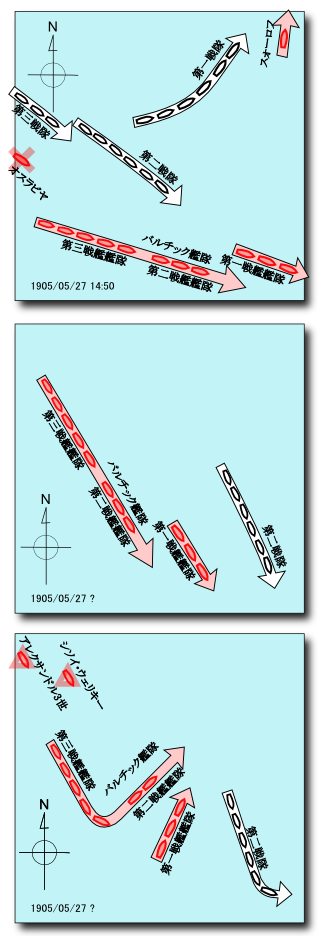
Navele Cneazul Suvorov, Osliabia, Împăratul Alexsandru al III-lea și Sisoy Veliki abandonând lupta principală

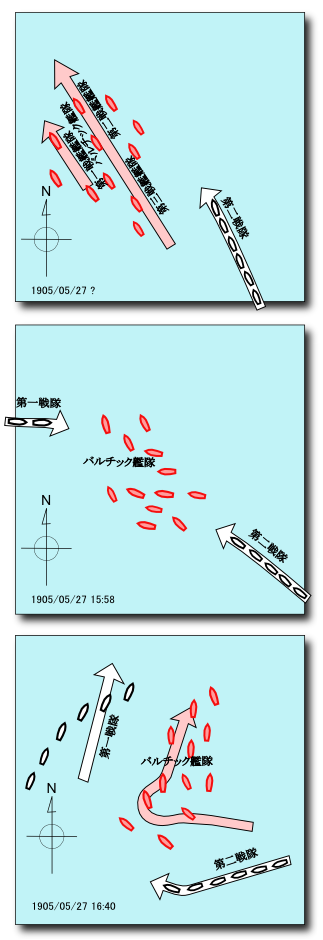
Prima și cea de a doua flotă japoneză prinzând la mijloc flota rusească

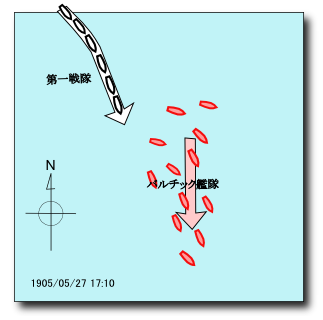
Flota rusească fugind

Rușii a navigat de la sud -sud-vest spre nord -nord-est. Flota japoneză se deplasa de la vest la nord-est, „spre un punct de intersecție unde băteau doar armele lor principale permițându-i să scoată succesiv majoritatea bateriilor de tunuri rusești”. Amiralul Togo a ordonat flotei să se întoarcă în formație, care a permis navelor sale să ia același curs ca și al rușilor, deși risca fiecare vas de război în această întoarcere. Această întoarcere în U a avut succes. Rojestvensky a avut doar două alternative, "un atac direct, în formațiune de linie", sau să înceapă o bătălie cu „navele paralele în formație."  El a ales varianta din urmă, și la orele 14:08 (02:08 p.m.), nava amiral japoneză Mikasa a fost lovită la aproximativ 7.000 de metri distanță, cu răspunsul japonezilor venind la 6.400 de metri. Superioritatea japoneză a artileriei și-a luat tributul , cele mai multe nave de lupta ruse fiind paralizate în urma salvei. Deoarece luptele navale în mod tradițional încep la distanțe considerabil mai aproape, Tōgō și-a câștigat imediat avantajul surprizei.
Comandantul Vladimir Semenoff, un ofițer de stat major rus la bordul navei amiral Suvorov, a remarcat că "se părea imposibilă chiar și numărarea proiectilelor care ne loveau. Loviturile de tun păreau să cadă pe  noi neîncetat, una după alta. Plăci de oțel și suprastructura pe la punțile superioare au fost rupte în bucăți, iar schijele au cauzat multe pierderi. Scările de fier au fost îndoite în sus, în formă de inele, iar armele au fost literalmente aruncate de pe suporturile lor. În afară de aceasta, a fost de temperatură neobișnuit de mare și flacără lichidă de explozie, care părea să se răspândească peste tot. Am văzut de fapt o placă de oțel incendiată de la explozie."
O lovitură directă asupra magaziei  de pe nava Borodino venită de la tunurile navei japoneze de război Fuji au produs explozie, care a trimis fum la mii de metri în aer și a prins în capcană tot echipajul ei de la bord în timp ce Borodino aluneca sub mare.
Navele japoneze au suferit doar daune ușoare. Amiralul Rojestvenski a fost ucis de către un fragment de obuz, care i-a lovit craniul. Seara, contraamiralul Nebogatov a preluat comanda flotei ruse. Rușii au pierdut în luptă navele Kneaz Suvorov, Osliabia, Împăratul Alexandru al III-lea și Borodino.

### Atacurile de noapte
Noaptea, în jurul orei 20, 37 de nave torpiloare japoneze și 21 de distrugătoare au fost aruncate în luptă împotriva rușilor. Distrugătoarele au atacat din avangardă, în timp ce navele torpiloare au atacat torpilă de la est și sud a flotei ruse. Japonezii au fost agresivi, continuând atacurile lor timp de trei ore fără pauză și ca urmare, în timpul nopții au fost o serie de ciocniri între ambarcațiunile mai mici și navele de război rusești. Rușii erau acum dispersați în grupuri mici,  încearcând să scape spre nord. Până la orele 23 se pare că rușii au dispărut, dar și-au dezvăluit pozițiile lor  urmăritorilor luminând cu projectoarele lor - în mod ironic, pentru a-și vedea atacatorii. Vechiul cuirasat Navarin a lovit o mină și a fost obligat să se oprească, în consecință a fost lovit de patru torpile și s-a scufundat. Dintr-un echipaj de 622 de persoane, doar trei au supraviețuit pentru a fi salvat de către japonezi.
Cuirasatul Sisoy Veliki a fost lovit de o torpilă în pupă și a fost abandonată în ziua următoare. Două crucișătoare blindate vechi - Admiral Nakhimov și Vladimir Monomakh - au fost puternic avariate, prima cu o torpilă la provă, iar cea din urmă prin coliziune cu un distrugător japonez. Ambele crucișătoare au fost abandonate de către echipajele lor, în dimineața următoare, Admiral Nakhimov lângă Insula Tsushima, unde se îndrepta în timp ce lua apă. Atacurile de noapte au pus o presiune mare pe ruși, deoarece au pierdut de două cuirasate și două crucișătoare blindate, în timp ce japonezii au pierdut doar trei nave torpiloare.